# Свинка Пеппа
«Свинка Пеппа» (англ. Peppa Pig) — британский мультсериал, состоящий из серий по 5 минут. Впервые мультсериал был показан 31 мая 2004 года на телеканале Nick Jr.
Главные герои сериала: Свинка Пеппа, её младший брат Джордж, младшая сестра Иви, мама Свинка и папа Свин. Постоянными персонажами являются бабушка и дедушка, а также друзья Пеппы, Джорджа и их родители.
Был показан по телевидению более чем в 180 странах и переведён на 40 языков.

## О сериале
Герои мультфильма наделены частично качествами людей, частично качествами животных. Они носят одежду, живут в домах, ездят на машинах, ходят в гости. Дети играют в человеческие игры, родители ходят на работу.
Обычно сюжет мультфильма — это какое-то семейное и бытовое действие:
- семья идёт на прогулку;
- семья собирается в гости;
- семья отмечает день рождения кого-то из членов семьи;
- семья устраивает пикник;
- дети посещают детский сад;
- семья путешествует и т. п.

## Трансляция в России
Впервые транслировался на телеканале Nickelodeon с осени 2004 года по 28 февраля 2009 года. Был показан только первый сезон в дубляже от студии «АРТ-дубляж», данный дубляж распространён внутри компании ViacomCBS Russia. С 1 сентября 2019 года начался повторный показ всех сезонов на дочернем канале Nick Jr. Первый сезон шёл в старом дубляже, а остальные в новом.
С 2010 года начал транслироваться на телеканале TiJi в новом дубляже, позже мультсериал шёл на телеканале Карусель, также продолжая дублировать серии с тем же актёрским составом.
В сентябре 2022 года в мультфильме появилась первая однополая пара (две белые медведицы с дочкой). Это привлекло внимание депутатов Госдумы и Совета Федерации, раскритиковавших мультфильм за «пропаганду ЛГБТ».

## Основные персонажи
- Свинка Пеппа — девочка, старшая в семье, ей исполнилось 4 года[17]. Как и все, очень любит прыгать по лужам. Любит играть с друзьями на улице и в детском саду. Часто высмеивает лишний вес папы Свина. По характеру является собственницей. Любит цветы, платья и яблоки. Эгоистична и иногда заносчива, но при этом очень любит веселиться и хорошо проводить время. Пеппе, как и Джорджу, нравится компьютерная игра «Весёлая курица». Лучшая подруга Пеппы — овечка Сьюзи. Имеет золотую рыбку по имени Голди. Её первое слово — «Мама». Озвучивание — Лили Сноуден-Файн (1 сезон), Сесили Блум (2 сезон), Харли Бёрд (3—5 сезоны) и Амелия Би Смит (с 6 сезона).
- Джордж — младший брат Пеппы, старший брат Иви, ему исполняется 2 года. Он сам ходит, произносит лишь отдельные слова. Очень любит динозавров, маленький динозавр по имени Мистер Динозавр — его любимая игрушка. Также очень любит транспорт, космос и клубнику. Любит играть с Пеппой, чем иногда досаждает ей. Если кто-то случайно обидит Джорджа, он начинает плакать. Немного жадный. По характеру является собственником. В некоторых сериях показано, что Джордж боится высоты. Если Пеппа обиделась на него, он хихикает. Не любит розовый цвет и цветы. Джорджу, как и Пеппе, нравится компьютерная игра «Весёлая курица». Его первое слово — «Динозавр». Лучший друг Джорджа — крольчонок Ричард. Озвучивание — Элис Мэй и Оливер Мэй.
- Иви — младшая сестра Пеппы и Джорджа. Первое появление на экране ожидается в сентябре 2025 года[18][9].
- Мама Свинка — добрая и заботливая, любит проводить время с семьёй. Работает на дому, печатая тексты на компьютере. Любит готовить и имеет хорошее чувство юмора. Ей исполнилось 33 года. Озвучивание — Морвенна Бэнкс (англ. Morwenna Banks).
- Папа Свин — носит очки. Ходит на работу в строительную компанию, где он берёт уравнения, преобразовывает их и получает тангенс. Не любит, когда шутят над его большим животом. Также обладает хорошим чувством юмора. Не очень ладит с инструментами. Любит путешествовать вместе с семьёй, однако плохо читает карты. По характеру хвастлив, очень любит доказывать своё мастерство, что иногда оборачивается неудачей. Ему исполнилось 34 года. Озвучивание — Ричард Райдингс (англ. Richard Ridings).

## Товары
Свинка Пеппа — бренд Entertainment One (eOne), собрал более 200 миллионов фунтов стерлингов с продаж товаров в Великобритании в 2010 году, значительно превысив показатель 2009 года в размере 100 миллионов фунтов стерлингов.
В дополнение к эпизодам DVD, доступны различные лицензированные продукты Свинки Пеппы, включая видеоигры и другие игрушки, такие как игровые наборы, игральные карты, транспортные средства и мягкие игрушки. Список товаров так же был расширен до предметов домашнего обихода, таких как продукты ванной комнаты, канцелярские принадлежности, постельное белье, еда, напитки, одежда и драгоценности. Музыкальный альбом под названием My First Album был выпущен в июле 2019 года.

## Критика
В 2012 году австралийская национальная общественная вещательная корпорация ABC получила жалобы от телезрителей в связи с показом эпизода «Тоненькие ножки», в котором отец успокаивает напуганную пауком Пеппу, утверждая, что пауки безвредны. Однако в Австралии встречаются смертельно опасные ядовитые пауки. ABC заблокировала онлайн-показ эпизода в Австралии, изъяв его из сети Интернет.